# Ritualisierung (Biologie)

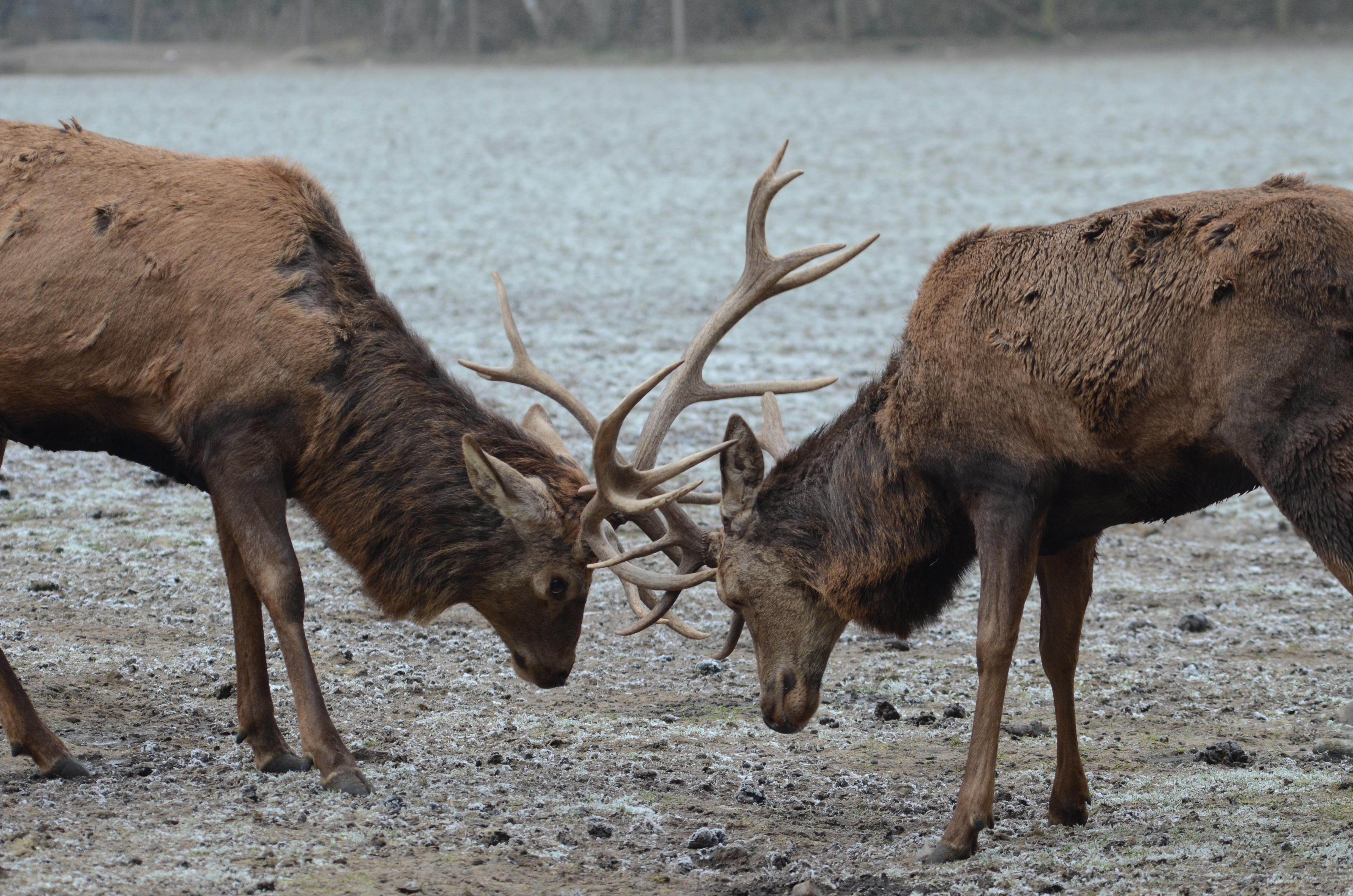
Kommentkampf männlicher Rothirsche

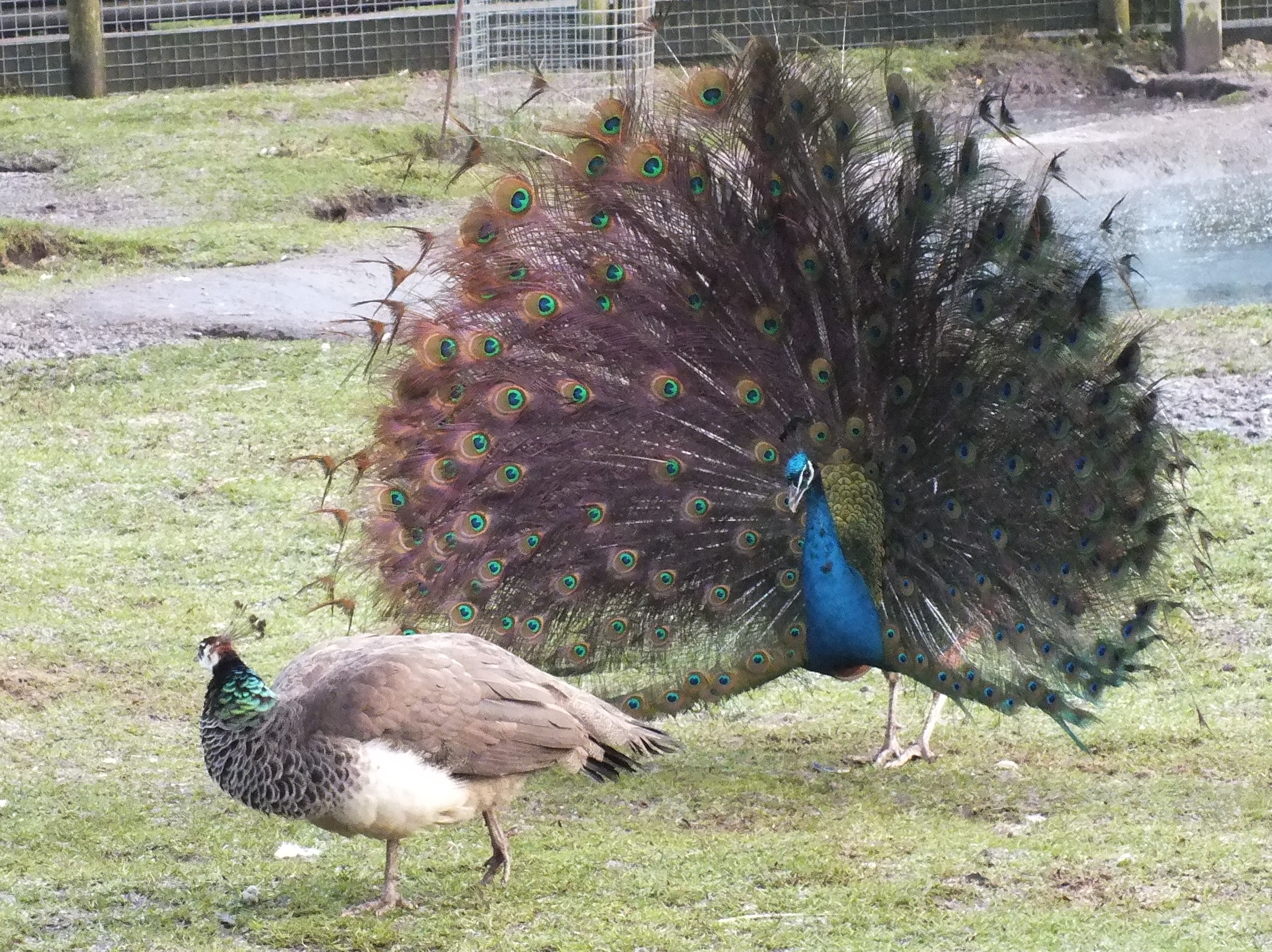
Ausdrucksverhalten beim Pfau

Ritualisierung (auch: Ritualisation) bezeichnet in der Verhaltensbiologie jede Veränderung, die mit einer Verhaltensweise vor sich geht, wenn diese im Verlauf der Stammesgeschichte die Funktion eines sozialen Signals übernimmt. Die Bezeichnung Ritualisierung für Änderungen des Verhaltens, die sich unter dem Selektionsdruck der Signalübermittlung herausbildeten, wurde erstmals 1914 von Julian Huxley am Beispiel der  Verwendung nicht-sexueller Verhaltensmuster beim Balzen der Haubentaucher als Fachbegriff für das Entstehen von Ausdrucksverhalten eingeführt. Huxley verwendete das Wort Ritualisierung in Anlehnung an kulturelle Vorgänge – Rituale – beim Menschen.
„Ritualisierung impliziert also (a) die Änderung einer Verhaltensweise mit Signalwirkung, (b) unter dem Selektionsdruck besserer Verständigung (c) in Richtung auf größere Deutlichkeit und Unzweideutigkeit des Signals für den Empfänger.“ Zu den Veränderungen, die schließlich zu größerer Unzweideutigkeit der Verständigung durch Körpersprache führen, gehören u. a. rhythmische Wiederholungen von Bewegungen oder von Lautäußerungen, die Vereinfachung von Bewegungsabläufen oder die Betonung einzelner ihrer Elemente und das Entwickeln auffälliger Farbmerkmale oder Körperformen.
Beispiele für ritualisierte Verhaltensweisen sind die Kommentkämpfe der Rothirsche, das Triumphgeschrei der Graugänse, die komplizierten Bewegungen des radschlagenden männlichen Pfaus, das Überbringen einer toten Maus als „Brautgeschenk“ an ein paarungsbereites Weibchen der Waldohreule, das Scheinputzen während der Balz von Stockenten-Männchen sowie bestimmte Wechselgesänge oder gemeinsame Flugbewegungen von Paaren diverser Vogelarten. Auch das Klappern der Weißstörche kann als ritualisierte Form der innerartlichen Kommunikation gedeutet werden.

## Belege
1. 1 2  Wolfgang Wickler: Stammesgeschichte und Ritualisierung. Zur Entstehung tierischer und menschlicher Verhaltensmuster. dtv, München 1982, S. 233, ISBN 978-3-423-04166-9.
2. ↑  Julian Huxley: The Courtship-habits of the Great Crested Grebe (Podiceps cristatus); with an addition to the Theory of Sexual Selection. In: Proceedings of the Zoological Society of London. Band 84, Nr. 35, 1914, S. 491–562, doi:10.1111/j.1469-7998.1914.tb07052.x.
3. ↑  Stichwort Ritualisierung in: Klaus Immelmann: Grzimeks Tierleben, Ergänzungsband Verhaltensforschung. Kindler Verlag, Zürich 1974, S. 635.